# Deborah Gravenstijn

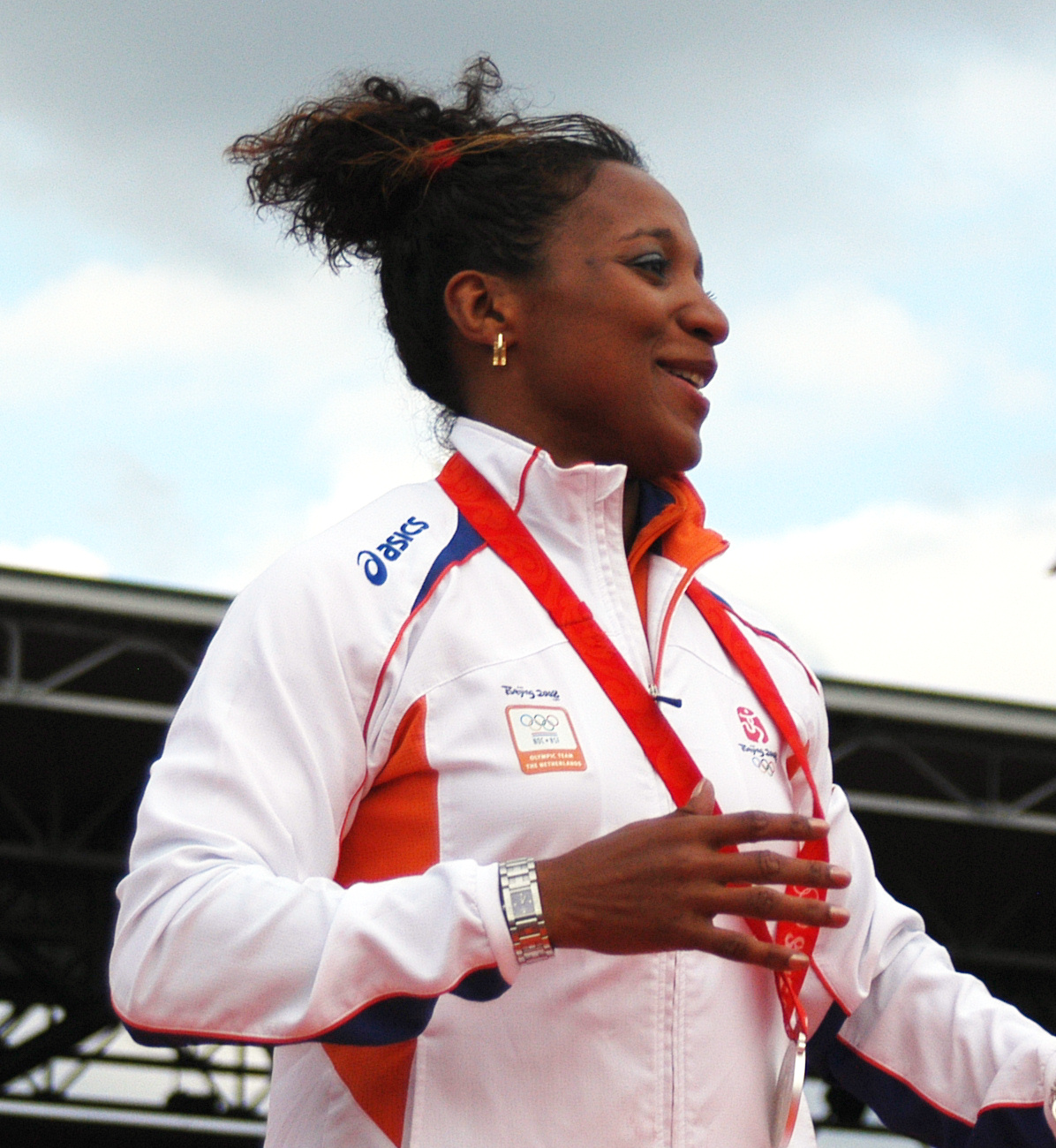
Deborah Gravenstijn

Dibora Monick Olga „Deborah“ Gravenstijn (* 20. August 1974 in Tholen) ist eine ehemalige niederländische Judoka. Sie ist fünffache niederländische Meisterin und zweifache Olympiamedaillengewinnerin.

## Werdegang
Gravenstijn begann im Alter von fünf Jahren mit Judo. Ihren internationalen Durchbruch meisterte sie 1992 mit dem Gewinn der Junioren-Europameisterschaft in der Klasse bis 61 Kilogramm. Sechs Jahre später holte sie in den Niederlanden erstmals einen nationalen Meistertitel. Auch außerhalb der Landesgrenzen setzte sie ihre Karriere erfolgreich fort. Zwischen 1998 und 2002 stand sie bei den Judo-Europameisterschaften fünfmal in Folge auf dem Siegerpodest und gewann dabei eine Silbermedaille und vier Bronzemedaillen. 2001 wurde sie in München Vizeweltmeisterin in der Klasse bis 57 Kilogramm.
Ihr Debüt bei Olympischen Spielen gab sie 2000 in Sydney, wo sie in der Gewichtsklasse bis 52 Kilogramm Fünfte wurde. Vier Jahre später bei den Spielen in Athen errang sie die Bronzemedaille in der Klasse bis 57 Kilogramm, musste jedoch im Jahr darauf wegen einer Verletzung ihre Teilnahme an den Weltmeisterschaften absagen.
2008 nahm Gravenstijn zum dritten Mal an Olympischen Spielen teil und gewann in der Klasse bis 57 Kilogramm nach Finalniederlage gegen die Italierin Giulia Quintavalle die Silbermedaille.
Gravenstijn gehört den Niederländischen Luftstreitkräften an und dient dort im Rang eines Ersten Leutnants.